# 雷馬努夫

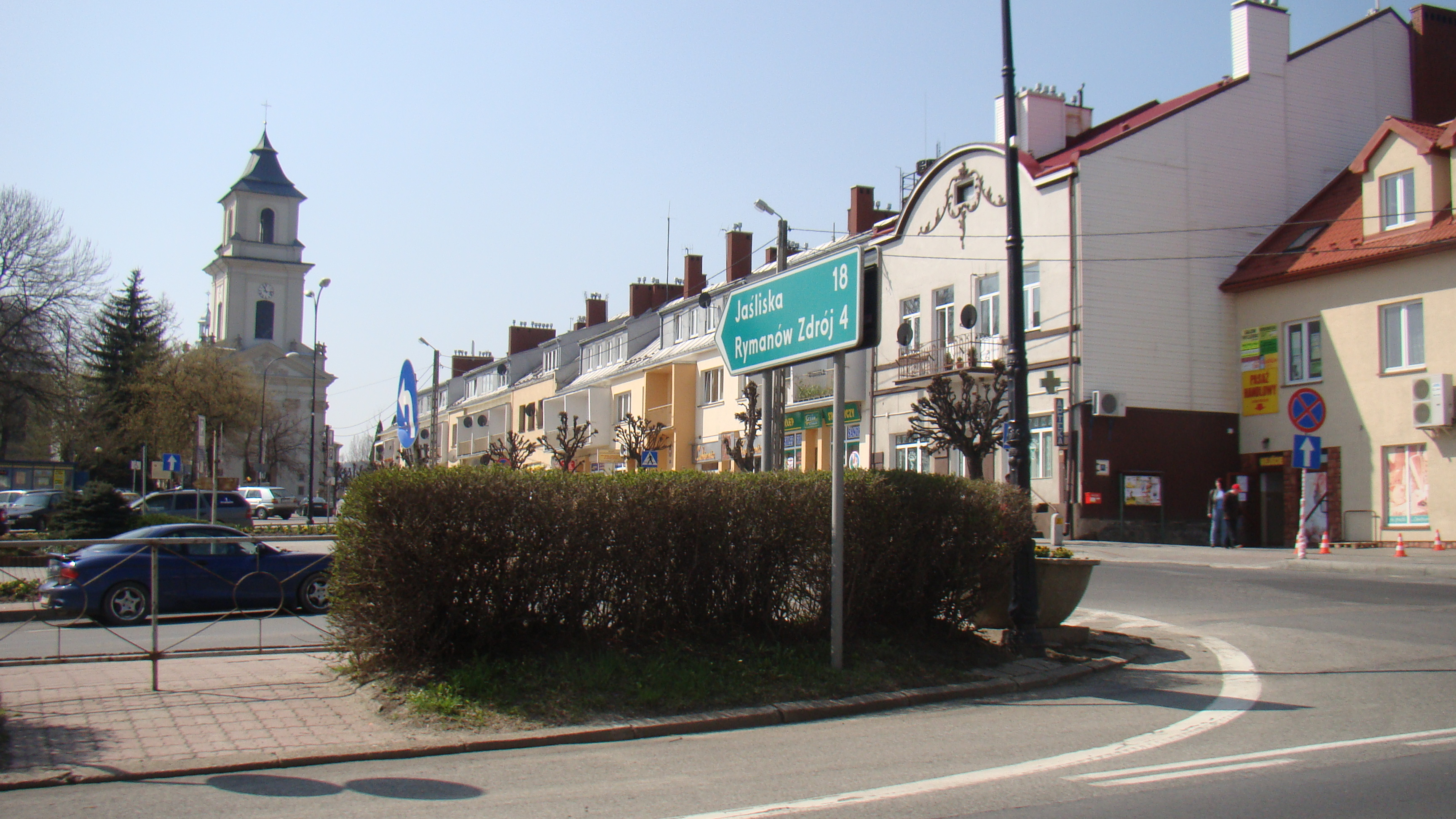

雷馬努夫是波蘭的城鎮，位於該國東南部，由喀爾巴阡山省負責管轄，始建於十四世紀，面積12.39平方公里，海拔高度420米，該地區自新石器時代有人類居住，2006年人口3,564。
49°35′N 21°52′E / 49.583°N 21.867°E